# Hermann-Vöchting-Gymnasium
Das Hermann-Vöchting-Gymnasium Blomberg (HVG, ehemals Städt. Gymnasium Blomberg) ist das einzige Gymnasium in der Stadt Blomberg im Kreis Lippe in Nordrhein-Westfalen. Das Gymnasium ist Teil des Heinrich-Fritzemeier-Schul- und Sportzentrums und neben der Sekundarschule Blomberg sowie der Pestalozzischule einer der drei weiterführenden Schulen in Blomberg.
Das Einzugsgebiet umfasst den lippischen Südosten. Es wird zurzeit von etwa 900 Schülern besucht, die von etwa 80 Lehrern sowie Beschäftigten im offenen Ganztag und der Verwaltung unterrichtet, erzogen und betreut werden.

## Geschichte
Die Geschichte des Blomberger Gymnasiums und besonders seiner Vorgängerschulen lässt sich teilweise nur schwer rekonstruieren, da viele Urkunden der Stadtgeschichte im Zuge der Zerstörung der Stadt 1447 während der Soester Fehde verloren gingen. Ab 1459 lässt sich jedoch die Anstellung eines Blomberger Schulmeisters urkundlich nachvollziehen. Mit der Lippischen Kirchenordnung 1571, die das Schulwesen in Lippe nach der Reformation organisieren sollte, wurden die sogenannten Küsterschulen oder 'teutsche' Schulen eingerichtet. Neben dieser Küsterschule, die von Mädchen und Jungen besucht werden konnte, gab es auch nach 1571 in Blomberg noch eine Lateinschule, die Jungen vorbehalten war. In der Lateinschule sollte die nächste Generation von Geistlichen und Beamten beschult werden. Die Lateinschule, aus der sich die Rektorschule entwickelte, bereitete ihre Schüler auf das Theologiestudium, aber auch auf philosophische und juristische Studien vor.
Bis zum Dreißigjährigen Krieg beherbergte das ehemalige Augustinerkloster lediglich die (aus der Klosterschule hervorgegangene) Lateinschule, während die deutschen Schulen oft ihren Sitz wechselten. Graf Johann Bernhard zur Lippe schenkte der Stadt Blomberg nach dem Krieg die stark verfallene gesamte Klosterstätte und das angrenzende Armenhaus. So konnten der Unterricht ab 1651 in diesen Räumlichkeiten stattfinden. Im Jahr 1708 wurde, laut Inschrift, ein Rektorhaus im Seligen Winkel in der Blomberger Innenstadt errichtet. Dieses Haus hatte den Zweck den Rektor der kleinen Schule zu beherbergen und als Unterrichtsstätte zu dienen. Viele Schüler der Blomberger Rektorschule wechselten nach drei oder vier Jahren Unterricht in ein Gymnasium der umliegenden Städte, um anschließend ein Studium zu beginnen.
Zur Zeit der Jahrhundertwende zum 20. Jahrhundert wurden etwa 30 Schüler in der Rektorschule beschult. 1884 wurde in Blomberg parallel zur Rektorschule, in der ausschließlich Jungen unterrichtet wurden, eine "Gehobene Mädchenschule" gegründet. Sie wurde jedoch bereits 1913 aufgelöst und mit der Rektorschule zusammengelegt. Diese Schule wurde später zum Progymnasium ausgebaut, in dem man schon die Mittlere Reife erwerben konnte.
Am 20. November 1953 wurde der Neubau des Städtischen Gymnasiums Blomberg eingeweiht. Bis dahin hatten die Blomberger Schüler, die die gymnasiale Oberstufe besuchen wollten, nach Detmold, Lemgo oder Bad Pyrmont pendeln müssen, da das Progymnasium in Blomberg nur den Schulweg bis zur Mittleren Reife anbot. 1954 beantragte die Stadtverwaltung den Ausbau zum Vollgymnasium. Dies wurde bewilligt und 1959 wurde aus dem Progymnasium mit der Einrichtung einer 11. Klasse ein Vollgymnasium, das im gleichen Jahre erstmals die Reifeprüfung abnahm. In den folgenden Jahren entwickelte sich rund um das Gymnasium herum ein Schulzentrum und es wurden einige neue Gebäude bzw. Erweiterungen gebaut (Hauptschule 1970, Fachklassentrakt 1971, Sporthalle 1972, Schwimmhalle 1973, Sonderschule 1976, Erweiterungsbau und großer Mehrzweckraum 1999). Im Jahr 2013 besuchten 1956 Schülerinnen und Schüler das Blomberger Schulzentrum, welches mittlerweile aus dem Hermann-Vöchting-Gymnasium sowie einer Sekundar- und Förderschule besteht. Dazu kommen noch eine Real- und eine Hauptschule, die allerdings zum Sommer 2019 auslaufen.
Im Jahr 2006 wurde das Städtische Gymnasium Blomberg in Hermann-Vöchting-Gymnasium umbenannt, nachdem sich Schüler, Eltern und Lehrkräfte in einem längeren Prozess mit verschiedenen Vorschlägen beschäftigt und abschließend mit deutlicher Mehrheit für den Botaniker als Namenspaten votiert hatten.

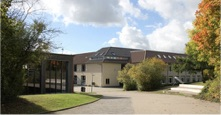
Ansicht des Hauptgebäudes vom zentralen Schulhof

Das Schulmotto lautet „Herausforderung – Vielfalt – Gemeinschaft“.

## Namensgeber der Schule
Bei Hermann Vöchting (1847–1917), dem Namensgeber des Blomberger Gymnasiums seit 2006, handelt es sich um einen Biologen und Botaniker. Als Sohn der Stadt besuchte er die Rektorschule in Blomberg, eine Vorläuferin des heutigen Hermann-Vöchting-Gymnasiums.

## Pädagogische Angebote
Das Hermann-Vöchting-Gymnasium richtet ab der Jahrgangsstufe 5 jeweils eine Profilklasse Englisch Bilingual ein, die bis zum bilingualen Abitur führt und auch das Exellenzlabel CertiLingua beinhalten kann. Weiterhin gibt es in den Klassen 5 und 6 ein Bläserprofil. Ab Klasse 8 in der Mittelstufe sowie in der Oberstufe bietet die Schule weitere Wahlmöglichkeiten, sodass jede Begabungsrichtung ihren schulischen Weg finden kann. Als erste Fremdsprache wird Englisch unterrichtet; in Klasse 6 kann man zwischen Latein und Französisch als zweiter Fremdsprache wählen. Im Wahlpflichtbereich der Klassen 8 und 9 können die Schülerinnen und Schüler als 3. Fremdsprache Spanisch, Französisch oder einen zweistündigen Kurs mit naturwissenschaftlichem, mathematisch-technischem, künstlerisch-darstellenden bzw. sportlichen oder sprachlich-gesellschaftswissenschaftlichem Schwerpunkt wählen, sodass neben MINT und den Sprachen auch soziale und sportliche Begabungen gefördert werden.
In der Oberstufe wird das Fächerangebot um Informatik, Erziehungswissenschaft, Sozialwissenschaften, Rechtskunde und Philosophie erweitert. Leistungskurse finden statt in Deutsch, Englisch, Mathematik, Physik, Chemie, Biologie, Geschichte, Erdkunde und Sozialwissenschaften. Das Schulprogramm setzt neben der Weiterentwicklung der pädagogischen Konzepte für die einzelnen Fächer folgende fächerübergreifende Schwerpunkte: Berufsorientierung, Medienerziehung, Gesundheitserziehung und Methodenlernen.
Am Gymnasium kann man nach der Einführungsphase den Sekundarabschluss I mit der Fachoberschulreife (Mittlere Reife) erwerben, nach der Qualifikationsphase 1 den schulischen Teil der Fachhochschulreife, nach der Qualifikationsphase 2 mit dem Abitur schließlich die allgemeine Hochschulreife. Das Gymnasium bietet damit den direkten und meist kürzesten Zugang zu allen Berufen und Studiengängen.
Am Hermann-Vöchting-Gymnasium gibt es zwei Chöre – einen Unterstufenchor und einen Schüler-Eltern-Lehrerchor, einen Bläserkreis, eine Young Band und eine Big Band. Jährlich stattfindende Sommer- und Weihnachtskonzerte sind seit Jahrzehnten Tradition. In Chor und der Big Band wirken auch Lehrkräfte, Eltern sowie ehemalige Schülerinnen und Schüler mit. Ständige Angebote außerhalb des Fachunterrichtes sind u. a. verschiedene Arbeitsgemeinschaften im Sport, eine Schach-AG, der Schulsanitätsdienst sowie eine Segelflug AG und zahlreiche Angebote im Bereich MINT. Darüber hinaus bietet das Hermann-Vöchting-Gymnasium einen bilingualen Bildungsgang an.

## Partnerschulen
Die Schule hat Kontakte in folgende Länder:
- Dänemark-Austausch mit dem Egaa-Gymnasium Aarhus
- Polen-Austausch mit dem Lyzeum IX in Olsztyn
- Frankreich-Austausch mit dem Collège St. Louis Lieusaint
- England-Austausch mit der Ridgeway Academy in Redditch (bei Birmingham)

## Ehemalige Schüler
- Frank-Walter Steinmeier (* 1956), Abitur 1974, Bundespräsident
- Klaus Geise (Ehemaliger Bürgermeister der Stadt Blomberg – Abitur 1978)
- Norbert Wolff (* 1962), Abitur 1980, Theologe und Kirchenhistoriker
- Linda Stahl (* 1985), Abitur 2005, Speerwerferin
- Xenia Smits (* 1994), Abitur 2013, Handballerin

## Kooperationen/Netzwerke
- Europaschule in NRW seit 2018 (bilinguales Gymnasium mit Certilingua Exzellenzlabel, Partnerschulen in England, Polen, Frankreich und Dänemark)
- MINT-ec Schule seit 2016, rezertifiziert 2020
- Referenzschule im Netzwerk Zukunftsschulen NRW
- Schule ohne Rassismus / Schule mit Courage
- Mitglied des zdi-Zentrums Lippe.MINT (Nachwuchsförderung im Bereich Naturwissenschaft/Technik)
- Kooperation mit der Luftsportgemeinschaft Lippe-Südost e.V. (Flugsportbegeisterte Schüler werden an den Segelflugsport herangeführt.)
- Der Handballsport ist am Hermann-Vöchting-Gymnasium fest verankert. Als „Partnerschule des Leistungssports NRW“ werden die Mädchen und jungen Frauen der HSG Blomberg-Lippe gefördert und Handball-Schulmannschaften profitieren von der Unterstützung durch HSG-Trainer.
- Phoenix Contact (Kooperationsvereinbarung unter der Schirmherrschaft von Bürgermeister Klaus Geise in vielen Projekten und Unterricht. Z.B. können Oberstufenschüler die Grundlagen der Elektrotechnik in der Ausbildungswerkstatt bei Phoenix Contact in Theorie und Praxis kennenlernen.)

## Auszeichnungen
- CertiLingua Exzellenzlabel
- Zertifizierte Europaschule in NRW
- Qualitätssiegel für Lions Quest
- Schule ohne Rassismus – Schule mit Courage
- Vollmitglied im Netzwerk MINTeC